# Destino
El destino (también llamado fatum, hado o sino) es el concepto por el cual una persona cree que los eventos o las acciones están determinadas. El destino sería un poder sobrenatural o plan que guía la vida humana y la de cualquier ser a un fin no escogido. El destino es por lo tanto, el antónimo del libre albedrío .

## Religión
En las culturas occidentales y orientales, la mayoría de las religiones han creído en formas de destino especialmente relacionadas con la predestinación, desde el tao del confucianismo chino o el karma del hinduismo a la católica y bienhechora Providencia o Gracia, que deja cierto margen a la libertad, o la férrea predestinación del calvinismo.
Desde un punto de vista religioso, el destino es un plan creado por un dios, por lo que no puede ser modificado de ninguna manera. Esto, por supuesto, exceptuando el conocimiento judeocristiano que desde la Sagrada Escritura rechaza de plano la existencia de una predestinación absoluta debido al libre albedrío, que, entre otras cosas, hace al hombre ser a imagen y semejanza de un dios.
Los griegos llamaban al destino «ανανκη » (Ananké) y lo consideraban una fuerza superior no solo a los hombres, sino incluso a los mismos dioses. Esta entidad, el Hado (dios supremo), había establecido que, al igual que Kronos encadenó a su padre, un hijo suyo lo haría con él. El destino era personificado por la diosa Moira, rebautizada como Fatum en la mitología romana.

## Filosofía
El destino se relacionaría con la teoría de la causalidad que afirma que, si «toda acción conlleva una reacción, dos acciones iguales tendrán la misma reacción», a menos que se combinen varias causas entre sí haciendo impredecible a nuestros ojos el resultado.
Nada existe por azar al igual que nada se crea de la nada. Todo tiene una causa, y si tiene una causa estaba predestinado a existir desde el momento en que la causa surgió. Debido a que la inmensa cantidad de causas es impensablemente inmensa, nos es imposible conocerlas todas y enlazarlas entre sí. Esto puede estar estrechamente relacionado con un tejido, en el que cada uno de nosotros es una cerda que se involucra con otras y al final esta se va entretejiendo para crear un propósito, aquel propósito que ha completado y da por hecho la realización de una vida.
Alguna aparente consecuencia a tal posibilidad del destino sería, evidentemente, la negación de la libertad humana. Pero tal cuestión presupone el problema de la esencia humana resuelto. Si no se puede discernir alguna sustancia que distinga al hombre del resto del universo entonces argumentar en torno a la libertad humana es absurdo. Pero sí es posible discernir. Por ejemplo, no existe evidencia de que un ser vivo, a diferencia del hombre, sea capaz de escribir y de leer sus códigos. Esto permite la perpetuación de cualquier conocimiento. El lenguaje en sí no es suficiente. No tiene potencial de ser reconocido por otras entidades inteligentes. Imagínese un universo con un único elemento. Si se preguntase si tal elemento es libre o no lo es sería una pregunta sin sentido pues no habría nada que pudiera, al menos en principio, condicionar o limitar su libertad. Si a esto se le pretendiera contraargumentar afirmando que es libre precisamente porque no hay algo que lo condicione, entonces el "algo" representaría un elemento más al universo, lo que traería como consecuencia estar tratando un universo de dos elementos, es decir, un universo diferente. Tal "algo" no tiene posibilidad en un universo de un solo elemento por el simple hecho de que ya no sería de una sola unidad. Entonces, para indagar sobre libertad humana primero debe hacerse como mínimo una separación auténtica y clara de al menos dos elementos en nuestro universo, en otras palabras, hacer un criterio de demarcación entre el sujeto y el universo.
El sujeto en relación con el universo, solamente, es perenne, puesto que no se considera la vida, la cual surge del universo. Cualquiera puede encontrar en la tabla periódica de los elementos la vida. Pero no se ha podido demostrar por laboratorio. Es decir, no se ha podido crear vida. Entiéndase que la vida ya existe antes que nosotros lo humanos, y que nos incorporamos a ella al nacer, debemos supeditarnos a ella, no tratar de estar por encima. Es ilógico y contradictorio en toda su extensión. Por tanto la vida nos explica, nosotros no. Aunarse a ella, a sus principios, que pueden observarse en su comportamiento, es el fin. De ahí para delante, el destino no está prescrito, no es concebible, es vivible.

## Artes y literatura
El tema del destino en las artes y la literatura es muy amplio porque afecta a la más íntima condición humana y los más diversos aspectos de la experiencia. Muchas leyendas y cuentos griegos enseñan la inutilidad de afrontar un destino inevitable que se ha predicho correctamente mediante oráculos, augurios, vaticinios o profecías. En la fábula grecolatina clásica subyace el principio de que es imposible cambiar la naturaleza de una persona, como tampoco es posible la de un animal o la de una fuerza natural, y por lo tanto el destino está prefijado desde el nacimiento: el orden social es tan irreversible como el natural. Este concepto es especialmente relevante en la tragedia griega, en que el personaje principal o héroe se levanta contra los dioses o contra la sociedad incurriendo en un defecto de carácter o pasión (la palabra "pathos" o pasión significaba también enfermedad para los griegos) denominado hybris (en griego antiguo ὕϐρις u orgullo impío contra los dioses o las normas sociales) y es castigado con el fin habitual de toda tragedia: muerte o locura. Igualmente sucede en la tradición hindú. En la novela picaresca española el antihéroe, siempre desafortunado, es desairado continuamente en sus pretensiones de subir de condición social, perpetuando así el modelo de la sociedad estamental de origen medieval. Aunque en el siglo XIX, con el desarrollo de la burguesía o mesocracia, de naturaleza fundamentalmente interclasista, este orden se subvierte, en el subsecuente Naturalismo del siglo XIX, el destino se plasma a través de un férreo y materialista determinismo biológico, económico y social en las novelas de tesis de Émile Zola, Thomas Hardy y Vicente Blasco Ibáñez, entre otros.
En la Grecia clásica, uno de los temas principales de la obra Fedro de Platón es la naturaleza. En la literatura española el destino es el tema principal del drama romántico, y en especial del Don Álvaro o La fuerza del sino, del Duque de Rivas.
Oswald Spengler dedica vastos párrafos de La decadencia de Occidente a explicar la idea de sino y el principio de causalidad. "En la idea del sino se revela el anhelo cósmico que atormenta a un alma, su ansia de luz", señala Spengler